# Ланпакс
Ланпа́кс (фр. Lannepax) — коммуна во Франции, находится в регионе Юг — Пиренеи. Департамент — Жер. Входит в состав кантона Оз. Округ коммуны — Кондом.
Код INSEE коммуны — 32190.

## География

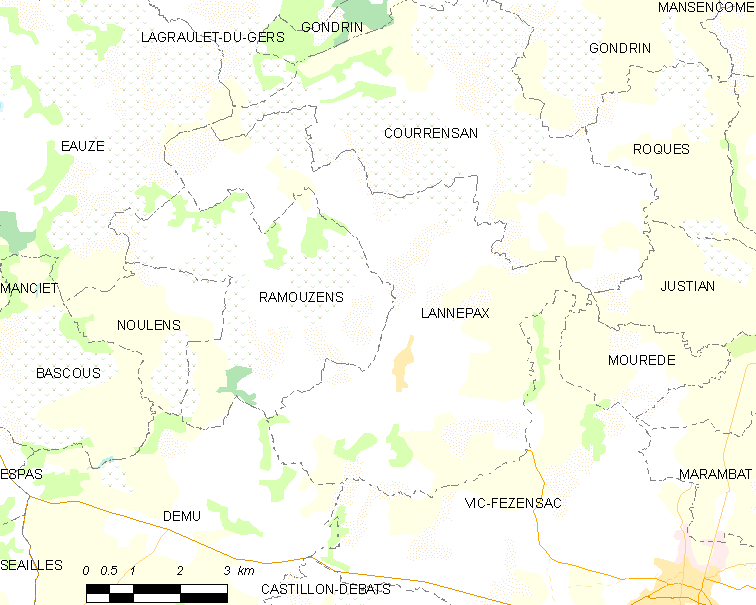
Карта коммуны

Коммуна расположена приблизительно в 590 км к югу от Парижа, в 100 км западнее Тулузы, в 34 км к северо-западу от Оша.
На востоке коммуны протекает река Озу.

## Климат
Климат умеренно-океанический. Лето жаркое и немного дождливое, температура часто превышает 35 °С. Зимой часто бывает отрицательная температура и ночные заморозки. Годовое количество осадков — 700—900 мм.

## Население
Население коммуны на 2010 год составляло 563 человека.
| 1962 | 1968 | 1975 | 1982 | 1990 | 1999 | 2010 |
| ---- | ---- | ---- | ---- | ---- | ---- | ---- |
| 751  | 744  | 686  | 652  | 610  | 568  | 563  |

## Администрация
| Период | Период | Фамилия        | Партия | Примечания |
| ------ | ------ | -------------- | ------ | ---------- |
| 2001   | 2014   | Ги Дорьяк      |        |            |
| 2014   | 2020   | Патрисия де Он |        |            |

## Экономика
В 2010 году среди 360 человек трудоспособного возраста (15-64 лет) 266 были экономически активными, 94 — неактивными (показатель активности — 73,9 %, в 1999 году было 70,4 %). Из 266 активных жителей работали 242 человека (130 мужчин и 112 женщин), безработных было 24 (10 мужчин и 14 женщин). Среди 94 неактивных 13 человек были учениками или студентами, 50 — пенсионерами, 31 были неактивными по другим причинам.